# تور ريغينيوسين
تور ريغينيوسين (بالنرويجية البوكمول: Tore Reginiussen)‏ (مواليد 10 أبريل 1986 في ألتا - النرويج) لاعب كرة قدم نرويجي يلعب حاليا لصالح نادي الدرجة الأولى شالكه الألماني منذ 2010 في مركز قلب الدفاع .

## روابط خارجية
- تور ريغينيوسين على موقع IMDb (الإنجليزية)
- تور ريغينيوسين على موقع الاتحاد الأوربي (الإنجليزية)
- تور ريغينيوسين على موقع اتحاد النرويج (النرويجية)
- تور ريغينيوسين على موقع قاعدة بيانات كرة القدم.إي يو (الإنجليزية)
- تور ريغينيوسين على موقع بيانات كرة القدم. دي إي (الألمانية)
- تور ريغينيوسين على موقع ناشيونال فوتبول تيمز (الإنجليزية)
- تور ريغينيوسين على موقع Soccerbase.com (لاعب) (الإنجليزية)
- تور ريغينيوسين على موقع Soccerway.com (الإنجليزية)
- تور ريغينيوسين على موقع عالم كرة القدم.نت (الإنجليزية)
- تور ريغينيوسين على موقع كووورة
- تور ريغينيوسين على موقع AS.com (الإسبانية)